# バッドマン 史上最低のスーパーヒーロー
『バッドマン 史上最低のスーパーヒーロー』（バッドマン しじょうさいていのスーパーヒーロー、Super-héros malgré lui）は、2021年のフランスのコメディ映画。
ハリウッドのアメコミ・ヒーロー映画をモチーフに、記憶をなくして自分をスーパーヒーローだと思い込んでしまった売れない俳優が大騒動を繰り広げるさまをパロディ満載で描く。フィリップ・ラショー監督・主演。

## あらすじ
フランスに住む冴えない男セドリック・ドゥジモンは、警察署長を務める父の反対を押し切って俳優になったものの、鳴かず飛ばずの状態が続いていた。仕事らしい仕事と言えば「短小用コンドーム・スモーレックス」のCMで、名声を得るどころか笑いものになる日々。そんなある日、セドリックは『バットマン』のインスパイア作品、はっきり言えば盗作映画『バッドマン』の主役に抜擢される。
それは怪我で降板した主演俳優の代役に過ぎなかったが、セドリックはこのチャンスを逃してはならないと、厳しいトレーニングを重ねて役作りに打ち込んだ。だが現場の環境は劣悪で、スポンサー料目当てにケルヒャーの掃除機が活躍する脚本に変えろと無茶振りしてくるプロデューサー、頭を抱える監督、無名のセドリックを侮って無礼な態度を連発するベテラン俳優陣、爆発すべきシーンで爆発しない人形…と、前途多難の中で撮影はスタートする。
打ちひしがれるセドリックの元に、父が暴漢に襲われて倒れたとの知らせが届く。慌てたセドリックは、映画の衣装のバッドスーツを脱ぐ間もなくバッドモービルに乗って病院へ急行する。しかし、撮影所で失敗を分析していた小道具班がリモコンをいじったところ、バッドモービルのトランクに積まれていた人形が今更爆発。バッドモービルは制御を失って銀行に突っ込み、セドリックも意識を失ってしまう。
やがて目を覚ましたセドリックは、自分の名前も過去の記憶も失っていた。トランクの人形を死体に、小道具の札束を本物の大金と勘違いしたセドリックは、自分がとんでもない人物なのでは…と半狂乱で逃げ回るうちに警官を倒してしまい、銀行強盗犯としてお尋ね者の身となる。その頃、病院を抜け出した父親は、自分を殴った犯人を理解していた。それは長年追ってきた連続銀行強盗犯「スキゾー」であり、彼を捕らえるまでは断固引退しないと宣言。
セドリックが強盗と誤認されていることに危機感を覚えた妹たちは、セドリックの携帯GPSから位置を割り出し、独自追跡を開始。最初の行き先は汚い一軒家だったがセドリックは既におらず、妹は住人を拷問して真相を聞き出す。いわく、カバンの札束に目がくらんだ住人は、セドリックの問いかけにいい加減な相槌を打ち、彼の勘違いを加速させていた。そのせいで小道具に書かれていたバッドマンの設定を事実と思い込んだセドリックは、自分が悪漢「ピエロ」に妻子を拉致されており、20時にヴォークレッソン城へ身代金を届けなければ妻子が殺される運命だと信じ込む。ヴォークレッソン城はピエロ役俳優の実住所であり、予算削減のために自宅をロケ地にしていたのである。
城へ向かうためヒッチハイクをしていたセドリックは、親切な女性記者ロールに拾われる。恋人と別れた傷心のロールと語らううち、二人は意気投合。しかし付近で発生した銀行強盗にロールが巻き込まれ、バッドマン姿に変身したセドリックは犯人と格闘戦に突入。奪われた小道具の銃で撃たれても無傷であった事や、犯人が偶然蜂に刺されて昏倒したことから、セドリックはますます自分が最強のスーパーヒーローであるという誤解を強めていく。しかも、ピエロに支払う身代金にしようと犯人の盗んだ金を着服したため、セドリックは警察から完全に銀行強盗犯だと認識されてしまう。
窮地を脱し城まで徒歩で向かうセドリックとロールは、強盗を撃退した安心もあり、急速に親密になって行く。しかし、先程の銀行強盗の本隊であるスキゾーが追いつき、金を奪い返さんと機関銃を乱射してくる。逃げ回るセドリックは咄嗟に自動車を盗み、目的のヴォークレッソン城に到着。そこではピエロ役の俳優が誕生日仮装パーティーを開催していた。違和感なく紛れ込んだセドリックは、ピエロ役の実子を拉致された自分の息子だと誤解し、城から連れ出す。これで児童誘拐犯の容疑もかかってしまったセドリックは、納屋に逃げ込んだところを警官隊に囲まれる。
しかし、警官隊を指揮していたのが父親であったため、見逃されて逃走に成功。ここでやっと追ってきていた妹らとも合流し、誤解を解くべく撮影所に連れて行かれる。すべての真実を思い出し目眩を覚えるセドリックだが、金の奪還に燃えるスキゾーも到着。手近な道具で武装してアヴェンジャーズそっくりになったセドリック達は、勇ましくスキゾーとの戦闘に突入する。仲間たちが転倒などであえなく自滅していく中、鍛えていたセドリックはスキゾーと共にレンガ壁にぶつかって相打ちに成功。
駆けつけた警官隊は、バッドマンのコスチュームを着て気絶しているスキゾーを発見。セドリックの過ちは全てスキゾーの犯行とされ、なんとか一件落着。記憶を取り戻したセドリックは、親切にしてくれたロールへ挨拶に訪れる。その家の壁にはセドリックの写真がたくさん飾られていた。実はロールの別れた恋人とはセドリックであり、記憶喪失のためにセドリックは気づいていなかったのである。二人は縒りを戻した。
すべてが丸く収まり、映画『バッドマン』もスキゾー逮捕が宣伝となって話題沸騰。父もセドリックを誇りに思い、セドリックも自信を取り戻す。完成披露試写会で『バッドマン』のクライマックスが映し出される。追い詰められたバッドマンは、ケルヒャーの掃除機でピエロの斬撃を防ぎ、その股間を吸って撃退する。そう、理不尽と思われた「ケルヒャーの掃除機を作中に出せ」というプロデューサーの要望は、見事にクリアされていたのだった。

## キャスト
※括弧内は日本語吹替。
- セドリック・ドゥジモン/バッドマン：フィリップ・ラショー（山寺宏一）：夢を追い続ける無名俳優。肉体は鍛えられているが性器は自他ともに認める極小サイズで、代表作は「短小用コンドーム・スモーレックス」のCM。
- セブ：ジュリアン・アルッティ（フランス語版）（多田野曜平）：セドリックの親友。幼馴染のアダムが自分の母と結婚してイチャつくのが不愉快でならない。怪しい新薬の治験バイトを受けたため、しばしば幻覚に悩まされている。
- アダム：タレク・ブダリ（フランス語版）（浪川大輔）：セドリックの親友。セブの母と年の差結婚。邪魔なセブを追い出すため、エレオノールとくっつけようと画策する。
- エレオノール：エロディ・フォンタン（沢城みゆき）：セドリックの妹。勇敢な軍人として一家の自慢であり、その腕力と行動力で一行を引っ張る。セブに惚れられている。
- ロール：アリス・デュフール（フランス語版）（白石涼子）：心優しい記者。ヒッチハイクで拾った記憶喪失のセドリックと信頼関係を構築していく。
- ミシェル・ドゥジモン：ジャン＝ユーグ・アングラード（家中宏）：セドリックの父親で警察署長。息子の醜態に常に頭を痛めている。もう格闘戦はきつい歳だが、宿敵スキゾーを捕らえるまでは引退しない決意。
- スキゾー：アムール・ワケド：神出鬼没の悪質な連続銀行強盗犯。殺人も厭わない。
- フランソワーズ：ヴァレリア・カヴァッリ（今泉葉子）：映画プロデューサー。「フランス映画は予算がないからマトモに作るのは無理」と開き直り、平然と剽窃や超展開をねじ込む豪胆な人物。
- アラン・ベルモン/ピエロ：ジョージ・コラフェイス（三上哲）：城に住む大御所俳優。脱税発覚で金欠のところをフランソワーズに籠絡され、ピエロ役で出演。セドリックに舐めきった態度を取る。